# Come On Over Baby (All I Want Is You)
«Come On Over Baby (All I Want Is You)» — третий сингл американской певицы Кристины Агилеры из её дебютного студийного альбома Christina Aguilera (1999), выпущенный 14 ноября 2000 года. Последний сингл с дебютного альбома Кристины был выпущен 30 октября 2000 года. Это была её третья песня, возглавившая Billboard Hot 100, что окончательно закрепило успех первого альбома Агилеры.

## Видеоклип
Клип на песню был снят режиссером Полом Хантером, а хореографом выступила Тина Лэндон. Он был снят 12-15 июня 2000 года, а премьера состоялась в конце июля на канале MTV. Действие начинается с того, что Кристина разговаривает по телефону, и присоединяется к компании своих друзей. А затем она поёт и танцует.

## Come On Over Baby (All I Want Is You)
Come On Over Baby (All I Want Is You) — четвёртый сингл Кристины Агилеры, написанный Полом Райном, Джоном Абергом, Гаем Рочи, Шелли Пейкен и Роном Фаиром. Песня стала успешной, и достигла первого места не только в США, но и в других странах. В клипе на эту песню Агилера предстает с красными прядями в волосах, и это был первый эксперимент с внешностью Кристины.

## Информация о песне
Агилера сочла, что оригинальная версия песни Come on Over (All I Want Is You) не подходит для выхода в формате сингла, и решила перезаписать песню. Come On Over Baby является ремиксом песни 1998 года. Авторами песни образца 1998 года были Пол Райн и Джон Аберг. Им была предоставлена первая возможность изменить эту песню. Агилера и Рон Фаир (продюсер) не были впечатлены их усилиями и, обратились за помощью к Celebrity Status в мае 2000 года. Теперь она имела название Come On Over Baby (All I Want Is You). Песня приобрела более современное хип-хоп звучание, добавился аккомпанемент клавиш. Текст песни приобрёл сексуальный подтекст. Появился bridge, а вокал Агилеры звучал сильнее, чем в оригинальной версии песни. Также перед бриджем звучит рэп от Кристины.
В этом рэпе звучали фразы из What A Girl Wants:
…You give me, what a girl feels, what a girl likes, what a girl needs, what a girl wants…
…Don’t ya wanna be the one tonight? We can do exactly what you like. Don’t ya wanna be just you and me? We can do what comes naturally… 
В отредактированной версии песни «Come On Over Baby» была часть радиоэфира. Как сообщалось, отредактированная версия вышла в радиоэфир раньше, чем альбомная версия этой песни.

## Трек-лист
| US CD and cassette single 1. "Come on Over Baby (All I Want Is You)" (video version) – 3:40 2. "Ven Conmigo (Solamente Tú)" – 3:12 UK maxi-CD 1. "Come on Over Baby" (U.S. Radio Version) – 3:23 2. "Come on Over Baby" (Blacksmith Club Mix) – 5:42 3. "Come on Over Baby" (Sunship Vocal Mix) – 4:28 4. "Come on Over (All I Want Is You)" (album version) – 3:08 5. "Come on Over Baby" (enhanced video) | Australian CD single 1. "Come on Over Baby (All I Want Is You)" (radio version) – 3:23 2. "Ven Conmigo (Solamente Tú)" – 3:12 3. "I Turn to You" (Cutfather & Joe Remix) – 4:07 UK 12" vinyl 1. "Come on Over Baby (All I Want Is You)" (Blacksmith Club Mix) – 5:44 2. "Come on Over Baby (All I Want Is You)" (Blacksmith R&B Rub) – 5:08 3. "Come on Over Baby (All I Want Is You)" (Sunship Vocal Mix) – 4:28 4. "Come on Over Baby (All I Want Is You)" (Sunship Dub) – 4:28 US double A-side single (2001) 1. "Genie in a Bottle" - 3:36 2. "Come on Over Baby (All I Want Is You)" (video version) – 3:40 3. "Genie in a Bottle" (The Eddie Arroyo Rhythm Mix) - 4:26 |

## Ремиксы и официальные версии
- Album Version — 3:07
- Radio Edit Version — 3:23
- Видеоверсия — 3:41
- Испанская версия — 3:11
- Sunship Vocal Mix — 4:28
- Blacksmith Club Mix — 5:42
- Blacksmith R&B Rub — 5:08
- Sunship Dub — 4:28
- Come on Over [Callout Hook] — 0:12

Записи:
Премьерное исполнение было на Back to Basics Tour, 2000 MTV Video Music Awards и Christina Aguilera: In Concert.

## Технический персонал
- Записано Celeberity Status
- Продюсер Рон Фаир
- Исполнительница: Кристина Агилера
- Режиссёр клипа Пол Хантер
- Original Album Version написана Йоханом Абергом

## Чарты
| Чарт(2000)                               | Высшая позиция |
| ---------------------------------------- | -------------- |
| Австралия (ARIA)                         | 9              |
| Австрия (Ö3 Austria Top 40)              | 35             |
| Бельгия/Фландрия (Ultratop 50)           | 21             |
| Бельгия/Валлония (Ultratop 50)           | 22             |
| Канада (RPM Top Singles)                 | 4              |
| Канада (RPM Adult Contemporary)          | 48             |
| Croatia (HRT)                            | 7              |
| European Hot 100 Singles (Music & Media) | 19             |
| Франция (SNEP)                           | 33             |
| Германия (GfK)                           | 23             |
| Guatemala (El Siglo de Torreón)          | 1              |
| Hungary (MAHASZ)                         | 4              |
| Iceland (Íslenski Listinn Topp 20)       | 3              |
| Ирландия (IRMA)                          | 9              |
| Италия (FIMI)                            | 31             |
| Нидерланды (Dutch Top 40)                | 6              |
| Нидерланды (Single Top 100)              | 9              |
| Новая Зеландия (Recorded Music NZ)       | 2              |
| Poland (Polish Airplay Charts)           | 9              |
| Шотландия (OCC Scotland)                 | 9              |
| Швеция (Sverigetopplistan)               | 23             |
| Швейцария (Schweizer Hitparade)          | 21             |
| Великобритания (OCC UK Singles)          | 8              |
| Великобритания (OCC UK Hip Hop/R&B)      | 4              |
| США (Billboard Hot 100)                  | 1              |
| США (Billboard Adult Pop Airplay)        | 36             |
| США (Billboard Pop Airplay)              | 4              |
| США (Billboard Rhythmic)                 | 6              |
| Venezuela (El Siglo de Torreón)          | 8              |

| Чарт(2000−2001)                   | Высшая позиция |
| --------------------------------- | -------------- |
| El Salvador (El Siglo de Torreón) | 2              |
| Honduras (El Siglo de Torreón)    | 2              |
| Paraguay (IFPI)                   | 2              |
| Испания (PROMUSICAE)              | 8              |
| США (Billboard Hot Latin Songs)   | 1              |
| США (Billboard Tropical Airplay)  | 1              |
| Uruguay (El Siglo de Torreón)     | 9              |

| Чарт(2000)                                                  | Позиция |
| ----------------------------------------------------------- | ------- |
| Australia (ARIA)                                            | 31      |
| Belgium (Ultratop Wallonia)                                 | 98      |
| Netherlands (Dutch Top 40)                                  | 49      |
| Netherlands (Single Top 100)                                | 65      |
| Switzerland (Schweizer Hitparade)                           | 87      |
| US Billboard Hot 100                                        | 38      |
| US Hot Latin Songs (Billboard) "Ven Conmigo (Solamente Tú)" | 40      |

## Сертификации
| Регион | Сертификация | Продажи   |
| --- | ------------ | --------- |
| Австралия (ARIA) | Платиновый   | 70 000^   |
| Новая Зеландия (RMNZ) | Золотой      | 5000*     |
| США (RIAA) | Платиновый   | 1 000 000 |
| * Данные о продажах приведены только на основе сертификации. · ^ Данные о тиражах приведены только на основе сертификации. · Данные о продажах + прослушиваниях приведены только на основе сертификации. |              |           |